# 中国伊斯蘭教協会
中国伊斯蘭教協会（ちゅうごくいすらむきょうきょうかい; 簡体字中国語: 中国伊斯兰教协会; 拼音: Zhōngguó Yīsīlánjiào Xiéhuì）は、中華人民共和国のイスラーム組織である。中国政府の関連団体であり、建国しばらくして中国政府によって創設された「愛国的宗教協会」のひとつである。また、中国国内で唯一アホンを公認する権限を持っている。「伊斯蘭教」は「イスラム教」の音節による当て字である。
日本国内では中国イスラム協会や、中国イスラム教協会とも呼称される。また、英語表記はChina Islamic Associationであるが、Islamic Association of Chinaとの表記も見られる。

## 現況
協会の規約には入会条件や資格などは記載されておらず、どのような手続きを踏めば入会できるか明らかにされていない。よって会員数は不明である。しかし、国務院が2018年に発表した『宗教白書』によると、公認された教職者は5万7000人、信者数は約2000万人である。

### 組織
協会の最高機関は4年に1度開催される「全国代表会議」であり、これには中国全土から代表が参加する。この代表の定員や人選は後述の「常務委員会」が決定し、会議においては協会の活動内容の確認や審査、必要があれば規約の改定、常務委員会の改選などが行われる。また、会議における選挙によって後述の「委員会」（常務委員会とは異なる）のメンバーが選出される。これら常務委員会および委員会の中から会長（1名）、副会長（若干名）、秘書長（1名）が選出される。会長と副会長は常務委員会の委託を受けて業務活動の組織や指導を行い、秘書長は会長や副会長の補助を行う。さらにこれを補佐する「副秘書長」が若干名いるが、これの選出において選挙は行われない。これらのメンバーには、ムスリムが多い新疆ウイグル自治区や寧夏回族自治区、甘粛省などの代表定員が多く設定されている。また、メンバーのほとんどは男性であり、女性は極めて少ない。
「委員会」は、全国代表会議における選挙によって委員が選出・決定される。この任期は次の全国代表会議までとされており、その期間はおおよそ6年である。委員会の会議は2年に1度行われ、協会の活動内容の検討がなされる。また、会議で選出された会長などの人事異動は、委員会の協議及び選挙によって決定される。そのほかにも、「顧問」と呼ばれる役職が、委員会での協議および推薦によって決定される。委員は多く、第6回全国代表会議においては、221名が委員として選出された。
協会を実質的に運営しているのが、「委員会」の中から選出される「常務委員会」である。活動としては、全国代表会議や「委員会」でなされた決議を執行し、そのほか重要な事項を検討・決議する役割を担っている。また、副秘書長任命の承認も行っている。常務委員会の会議は毎年1度開催される。第6回全国代表会議においては57名が常務委員として選出された。
秘書長や副秘書長の役職は中国共産党員から選ばれるのが慣例であり、党と協会を結びつける役割を担っている。党や指導部の政策方針や法規定などの事務連絡は秘書長・副秘書長を経由して協会にもたらされる。秘書長などに限らず、共産党員の協会メンバーは中央・地方に関わらず存在し、地方においてはモスクのアホンや管理責任者など重要な役職について実務を担当している。

## 歴史

### 毛沢東政権下

#### 中華人民共和国建国前後
協会の設立以前、中国大陸にはすでに中国回教協会という、日中戦争中に国民政府の支援によって設立された全国規模のイスラーム組織が存在していた。しかし、1946年に勃発した国共内戦によって国民政府は台湾への撤退を余儀なくされた。中国回教協会は国民政府と共に台湾へ渡り、そのまま台湾のイスラーム組織となっていった。
中国共産党主席である毛沢東らによって建国された中華人民共和国は、イスラ―ムをはじめ、キリスト教、仏教、道教を公認宗教として認め、信仰の自由を保障し、イスラームを信仰する10の少数民族が「公認民族」として保護する姿勢を打ち出した。2008年、インドネシアのジャカルタで行われた中国イスラーム文化にまつわるセミナーにおいて協会の副会長は「中華人民共和国建国は、中国におけるイスラームの新しい幕開けとなった。」と主張した。また、中華民国期には「回教」と呼ばれていたイスラームの呼称を「イスラーム」の音節による当て字の「伊斯蘭教」に統一した。

#### 中国伊斯蘭教協会の設立

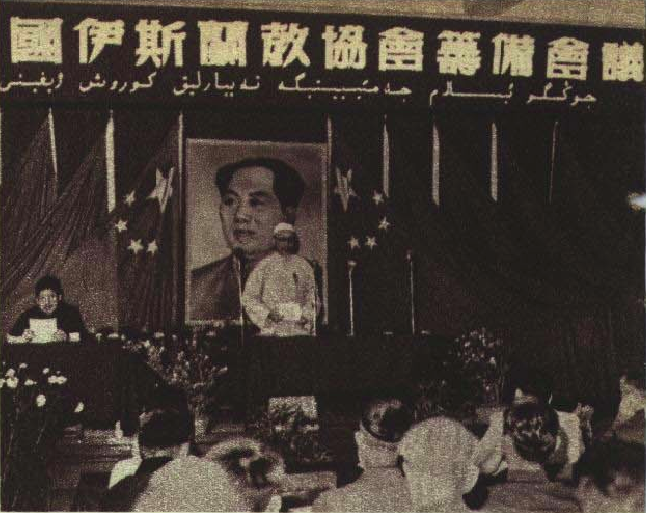
1952年7月に行われた準備会議の様子

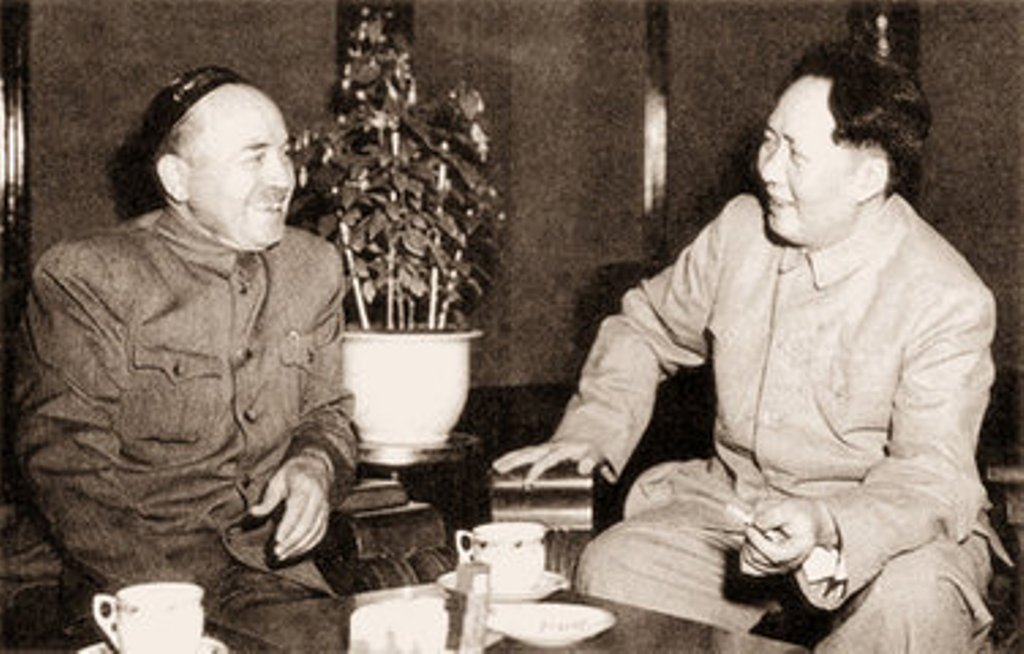
初代会長であるブルハン・シャヒディ（左）と毛沢東（右）

1952年7月、協会の準備会議が北京で開かれた。この準備会議はウイグル族で新疆省人民政府主席のブルハン・シャヒディら8人が呼びかけたが、その中の4人が中国共産党の幹部であった。1953年5月11日、北京市において中国伊斯蘭教協会が設立され、初代会長にはブルハン・シャヒディが選出された。以来、省、直轄市レベルで29、県レベルで186、郡レベルで291ものイスラーム協会が設立された。当初、本部は北京市にある東四清真寺に置かれた。中国政府は帝国主義の影響を排除するために、宗教には大きく介入した。キリスト教や仏教に対しては、宣教師の国外追放や寺院の財産没収などが行われたが、イスラームに対しては、その習慣は尊重された。例えばモスクは維持・修復され、新疆におけるワクフも保持されたうえで課税が免除された。

#### 迫害
しかし、1957年に毛沢東によって反右派闘争が開始された。イスラームに対しては「回族党員に対する無神論教育とウラマーに対する反右派闘争」が始められ、中国のムスリムは厳しい状況に置かれることとなった。ウラマーは右派として批判されて社会的地位を失い、ムスリムへの税制優遇も廃止された。また、1958年には「宗教制度民主改革」も行われ、アホンなどは清真寺から追放された。そして1966年には文化大革命が開始され、無神論宣伝の自由が強調されて徹底的な宗教弾圧がなされた。ムスリムの義務である1日5回の礼拝は禁止され、モスクは破壊され、ムスリム墓地は更地となり、アホンは公の場で豚肉を食べることを余儀なくされ、また、紅衛兵によって拷問されるなど、中国のムスリムは多くの被害を被った。協会の傘下にある地方のイスラーム協会も解散されたが、1972年には、以前より宗教の保護を行ってきていた実務派のひとりである周恩来によって協会の事業は再開され、そして、1976年の毛の死によって文化大革命は終了した。

### 鄧小平政権下
中国は鄧小平の指導の下で毛沢東時代の階級闘争から社会主義の現代化へ舵を切り、いわゆる「改革開放」政策を導入した。この政策の恩恵は、経済の開放に限らず、宗教政策にも見られ、1980年には協会の機能が正常に再開された。そのうえで同年に第4回全国代表会議が開かれ、協会が改革開放の新たな発達段階に入ったことが示された。また、1982年には「関於我国社会主義時期宗教問題的基本観点和基本政策」（我が国の社会主義時期の宗教問題に関する基本観点及び基本政策）が共産党の中央委員会から交付され、反右派闘争以来の宗教政策の誤りを修正し、宗教信仰の自由を保障するものとされ、無神論の宣伝の自由を記した憲法の条文は削除された。その後、文化大革命の中で解散された地方のイスラーム協会は再結成され、破壊されたモスクは修復されはじめた。これらの自由化に対してフランスの『ル・フィガロ』は「北京が第三世界のイスラム諸国に対して寛大な中国の像を与えようと配慮している」と報道した。
1979年10月には1964年以来15年ぶりに16人からなるメッカ巡礼団が派遣された。同年12月にはソ連によるアフガン侵攻が発生した。それに際して協会は1980年1月、アフガニスタンの人々との緊密な関係を理由として、ソ連によるアフガン侵攻を非難した。同月にパキスタンの首都であるイスラマバードで開かれたイスラーム外相会議において、協会は中国政府の意向を受け、アフガニスタンへの支援を呼び掛けた。

### 江沢民政権下
1993年12月、協会は第6回全国代表大会にて「清真寺民主管理試行弁法」を採択し、モスクの管理運営方法が制度化されることになった。また、1992年に寧夏で起きたスーフィー教団ジャフリーヤ派の武力衝突の経験から、規約に「民族団結」や「教派団結」が追加された。

### 胡錦涛政権下
2003年、協会外交部は、アメリカとイギリスによるイラク戦争に対して、武力行使の反対、軍事行動の中止を訴えた声明を発表した。
2009年にウルムチで騒乱が起きると、人民日報は当時の協会会長のインタビュー記事を掲載した。会長は、この騒乱はイスラームの精神に反しており、許されざる犯罪行為であるとした。また、副会長は別の記事で、モスクの閉鎖はこのような危機的状況では許されていると述べた。同年、協会は人民日報にて、中国政府によるムスリム迫害はアメリカの国際宗教自由委員会が広めた取るに足らない「噂」だと主張し、中国のムスリムはこの騒動の首謀者らに懲罰的な措置をとることを支持しているとした。
2011年に行われた、協会の会長を選出するイスラーム全国代表会議には中国の他宗教の指導者も招待され、中国天主教主教団の団長は、この代表会議の開催に対して祝辞を述べた。

### 習近平政権下
胡錦涛の引退に伴い、2012年に習近平政権が発足した。2015年の中央統一戦線工作会議において、習近平は「宗教中国化」を掲げ、イスラームを含めた各宗教が中華文化に歩み寄るように求めた。さらに、翌2016年4月には「全国宗教工作会議」が開催され、宗教の社会主義社会への適応を積極的に指導することを表明した。このような習近平の宗教政策は、基本的には江沢民政権から続くものと同じであるが、「中華民族の伝統文化」に宗教が適応するように求めた点は以前の政権と異なっている。また、2019年には、2022年までに講義を通じて社会主義の価値観や法律をムスリムに教え、イスラームを「中国化」する計画を発表した。協会はそのような習近平政権の意向を受け、中国各地にその計画を伝えた。しかし、協会は「イスラームの進行や習慣は変えない」としている。

#### ウイグルへの対応
2013年、北京天安門広場でウイグル族によるテロが行われた。ウイグル自治区政府はこれをイスラーム原理主義思想によるものとし、協会はウイグル族のウラマーに対し「テロリストはクルアーンを曲解し、イスラームの教えに反している」とムスリムへ教育し、クルアーンの解釈は協会が発行している統一解釈書のみを用いるように命じた。
2019年、協会はアメリカ合衆国連邦議会下院が可決した「ウイグル人権法案」に対し、「この法案は客観的な事実を無視し、中国の新疆ウイグル自治区の人権状況と中国政府の新疆政策を歪曲し、理由もなく非難した。我々はこれに断固反対する」という声明を発表した。また、協会はアメリカ合衆国に対して宗教と人権を口実にした中国への内政干渉をやめるよう強調した。

## 活動
1953年の設立と共に規約である『中国伊斯蘭教協会簡章』が制定され、第一条において「本会を中国伊斯蘭教協会という名称とする」とし、第二条において「本会の主旨は、人民政府に協力し、宗教信仰自由の政策を実施し、イスラームの優れた伝統を向上させ、祖国を大切に守り、世界平和を保護することにある」とした。1993年の第6回全国代表会議においてこの設立趣意は一部修正され、協会の具体的な活動は、法律の範囲内でのイスラームの教務活動、イスラーム教育及びアホンの育成、イスラームの歴史文化遺産の発掘整理、イスラーム学術研究の発展、イスラーム教義書の翻訳出版、イスラーム内部の管理規則の確立、各地のイスラーム教協会への指導、モスクによる公益事業の促進、各国のムスリムやイスラーム組織との相互訪問と共同事業の強化と規定された。2000年に開催された第7回全国代表会議の活動報告においては、1986年から1993年の間にかけての教会の活動が総括され、それによると愛国主義宣伝教育の強化や社会安定維持及びムスリムの合法的権益の保護、教務活動の展開、ムスリムの社会主義社会への相互適応へ向けた指導、メッカ巡礼の管理の強化、組織機構の強化などが活動として挙げられ、愛国教育など、中国共産党や行政機関が推進する計画が活動に表れている

### 教育活動
協会は中国伊斯蘭教経学院を運営し、アホンの育成に努めている。1980年代には寧夏、新疆、甘粛にも経学院が設立された。また、協会は中国唯一のイスラーム出版物として『中国穆斯林』（中国ムスリム）を発行している。

### 愛国的活動
2012年、協会はラマダン明けを祝うイスラームの祭日であるハリラヤプアサ（イード・アル＝フィトル）を祝うイベントを催した。イベントには中国共産党中央政治局委員であり国務院副総理の回良玉や全国人民代表大会常務委員会の司馬義などが訪れて祝辞を述べた。イベントの中で協会の会長は、協会は全国的な宗教団体として長年公益慈善事業に努めてきたということを強調した。
2018年、協会はモスク中庭の目立つ位置に中国国旗を掲揚することを表明し、全民族のムスリムの間に愛国精神を促進することを表明した。また、『ウォール・ストリート・ジャーナル』は、協会がメッカに向けて出発しようとするムスリムの写真を公開し、その写真に写ったムスリムの首には「スマートカード」と呼ばれるGPS装置と個人データが組み込まれたカードがぶら下がっていたと報道した。

### 対外活動
協会はムスリム指導者やイスラーム機関との交流を企画し、参加している。ウルムチ騒乱後、最初に訪問したのはサウジアラビアに拠点を置くイスラム協力機構である。暴動後、機構は事実調査団を派遣し、北京、寧夏、新疆を訪問した。調査団はこれらの調査訪問に加え、国家関係者や協会の会長とも面会した。協会はアラブ世界に40人の留学生を送り、また、サウジアラビアで行われたクルアーン朗読大会に代表団を送った。協会のこのような戦略は2014年の昆明テロ以降さらに強まった。テロの2か月後、協会はウルムチで国際宗教会議を開催した。会議においては協会会長がスピーチを行い、同年には、当時サウジアラビア皇太子だったサルマーン国王を中国のモスクに招待した。その後、サルマーンは中国のイスラーム文化センターの建設のために300万ドルを寄付した。
協会は中国とエジプトの協力事業の一環でアズハル大学にアホン訓練を行うために留学生を派遣した。留学生はアズハル大学で2か月間のアホン訓練を受け、そのほかにもクルアーンやハディース学などアズハル大学のカリキュラムを受けた。
協会は1955年から不定期に、1985年からは中国の開放改革の一環として頻繁に、メッカ巡礼団を組織した。1993年、協会が一括手配してメッカ巡礼団を組織するのを中央政府が認めた。2007年には巡礼者は1万人を超えた。2018年のメッカ巡礼団は1万3000人にのぼり、中国国際航空や中国南方航空、中国東方航空がチャーター便34機を提供した。協会は引率者や教務スタッフ、医療スタッフを派遣し巡礼団を支援した。

### ハラール認証
協会の主となる活動のひとつに、ムスリムが食べることを許されているハラールを証明するための「ハラール認証」がある。統一されたハラール認証規格は存在せず、認証はそれぞれの農場や工場がある地域の協会の傘下イスラ―ム組織によって行われることが多いが、全国規模で出荷する大企業の場合は協会が認証をする場合がある。協会はマレーシアのハラール認証機関であるJAKIMから認証を受けている。各地域のイスラーム組織は国外のイスラーム組織から認証を受けている場合があり、例えば山東省伊斯蘭教協会や河南省伊斯蘭教協会はJAKIMの認証を受けている。中国企業がマレーシアへハラール食品を輸出する際にはこれらいずれかの協会からの認証を受ける必要がある。協会は、ハラール食品企業にはアホンを配置して屠畜を行わせ、加工工程には一定数ムスリムを配置することによってハラールとともに雇用の問題も解決しているとしている。協会はこのハラール認証において認証料金を徴収しているが、中国政府の国家級産業優遇政策において、中小零細の内資・外資企業はこれを免除される。
2014年10月、協会はハラール食品に関する訪問団を台湾へ派遣し、台湾のイスラーム組織である中国回教青年会と台湾政府の支援によって設立されたハラール認証団体の台湾清真産業品質保証普及推進協会（THIDA）と交流した。